# Eucynorta reducta
Eucynorta reducta is een hooiwagen uit de familie Cosmetidae.